# Bobengrün

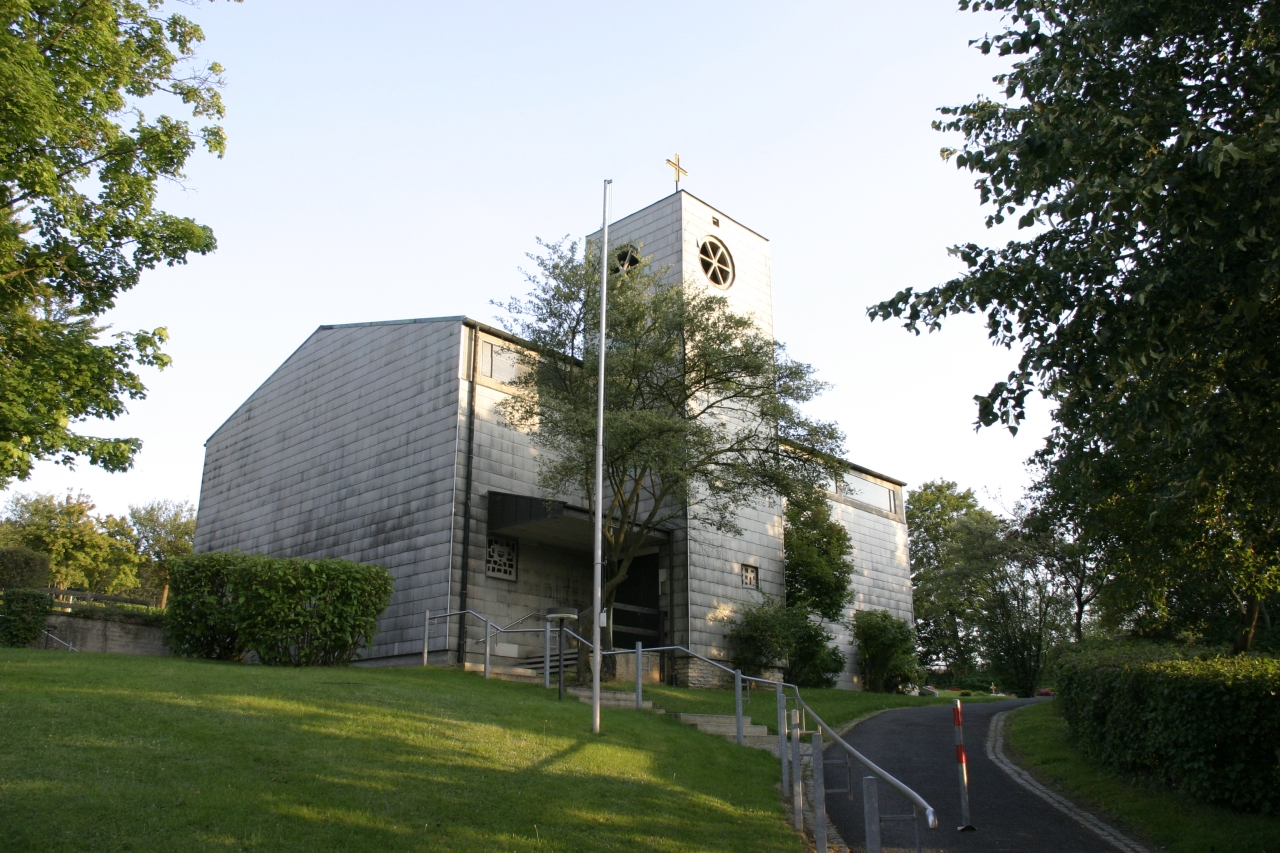
Die evangelische St.-Paulus-Kirche

Bobengrün ist ein Gemeindeteil des Marktes Bad Steben im Landkreis Hof (Oberfranken, Bayern). Die Gemarkung Bobengrün hat eine Fläche von 5,276 km². Sie ist in 1038 Flurstücke aufgeteilt, die eine durchschnittliche Fläche von 5082,74 m² haben. In ihr liegen neben dem namensgebenden Ort die Gemeindeteile Erlaburg, Gerlas und Horwagen. Überregional bekannt ist das Dorf insbesondere in christlichen Kreisen durch die jährlich stattfindende Open-Air-Pfingsttagung im Wald bei Bobengrün.

## Geografie
Das Kirchdorf bildet mit Horwagen im Süden eine geschlossene Siedlung. Diese liegt inmitten des Naturparks Frankenwald, eingebettet im Tal des Lohbaches und des Bobengrüner Baches am Fuße des 729 Meter hohen Spitzberges. Er hat ein föhnfreies Mittelgebirgsklima. Die Staatsstraße 2198 führt nach Thierbach (2,2 km nordöstlich) bzw. nach Gerlas (2,3 km westlich). Gemeindeverbindungsstraßen führen nach Schafhof (1 km nordwestlich), nach Christusgrün (1,6 km südöstlich) und an Ziegelhütte und Gerlaser Forsthaus vorbei nach Gerlas zur St 2198 (1,9 km westlich).

## Geschichte
In der Zeit zwischen 1050 und 1300 kolonisierten die Grafen von Orlamünde die Gegend um Lichtenberg. In dieser Zeit dürfte auch Bobengrün entstanden sein. Die erste Erwähnung erfolgte am 6. Juni 1410 in einer Urkunde des Grafen Oswald von Truhendingen. Zwischen 1427 und 1432 verkaufte Graf Sigismund von Weimar-Orlamünde die Herrschaft Lichtenberg und somit auch Bobengrün an die von Waldenfels. Fast 200 Jahre später verkauften diese die Herrschaft Thierbach aufgrund hoher Schulden an das Markgraftum Bayreuth, dem Bobengrün bis zum Jahre 1791 angehörte.
Zur Realgemeinde Bobengrün gehörten Erlaburg, Horwagen, Schafhof, Thierbach, Thierbacherhammer und Thierbachermühle. Gegen Ende des 18. Jahrhunderts bestand Bobengrün aus 35 Anwesen (1 Mühle, 11 Halbhöfe, 2 Viertelhöfe, 3 Gütlein, 12 Tropfhäuser, 6 halbe Tropfhäuser) und einer Wehrzollstätte. Die Hochgerichtsbarkeit hatte das bayreuthische Kasten- und Richteramt Lichtenberg. Die Dorf- und Gemeindeherrschaft sowie die Grundherrschaft über sämtliche Anwesen hatte das bayreuthische Kastenamt Thierbach.
Von 1797 bis 1810 unterstand Bobengrün dem Justiz- und Kammeramt Naila. Nachdem im Jahr 1810 das Königreich Bayern das Fürstentum Bayreuth käuflich erworben hatte, wurde der Ort bayerisch. Infolge des Ersten Gemeindeedikts wurde Bobengrün dem 1812 gebildeten Steuerdistrikt Marxgrün zugewiesen. Zugleich entstand die Ruralgemeinde Bobengrün. Zu dieser gehörten Erlaburg, Gerlas, Horwagen und Ziegelhütte. Sie war in Verwaltung und Gerichtsbarkeit dem Landgericht Naila zugeordnet und in der Finanzverwaltung dem Rentamt Lichtenberg (1919 in Finanzamt Lichtenberg umbenannt, seit 1955 Finanzamt Naila). Ab 1862 gehörte Bobengrün zum Bezirksamt Naila (1939 in Landkreis Naila umbenannt). Die Gerichtsbarkeit blieb beim Landgericht Naila (1879 in Amtsgericht Naila umgewandelt).
Im Jahre 1861 entstand das erste Schulhaus. 1882 nahm der Marmorsteinbruch Horwagen seinen Betrieb auf, der in den frühen 1990er Jahren eingestellt wurde. In den Jahren 1911/1912 wurde das neue Schul- und Rathaus errichtet.
1964 hatte die Gemeinde eine Gebietsfläche von 5,511 km². Im Zuge der Gebietsreform in Bayern wurde die Gemeinde Bobengrün am 1. Januar 1978 nach Bad Steben eingemeindet.

### Einwohnerentwicklung
Gemeinde Bobengrün
| Jahr      | 1819  | 1840   | 1852   | 1855   | 1861   | 1867   | 1871   | 1875   | 1880   | 1885   | 1890   | 1895   | 1900   | 1905   | 1910   | 1919   | 1925   | 1933   | 1939   | 1946   | 1950   | 1952   | 1961  | 1970   |
| Einwohner | 401   | 551    | 592    | 570    | 583    | 558    | 552    | 554    | 609    | 600    | 526    | 556    | 550    | 600    | 619    | 614    | 651    | 658    | 666    | 916    | 901    | 877    | 744   | 732    |
| Häuser    |       |        |        |        |        |        | 76     |        |        | 78     | 80     |        | 81     |        |        |        | 115    |        |        |        | 118    |        | 143   |        |
| Quelle    | [ 6 ] | [ 11 ] | [ 11 ] | [ 11 ] | [ 12 ] | [ 13 ] | [ 14 ] | [ 15 ] | [ 16 ] | [ 17 ] | [ 18 ] | [ 11 ] | [ 19 ] | [ 11 ] | [ 20 ] | [ 11 ] | [ 21 ] | [ 11 ] | [ 11 ] | [ 11 ] | [ 22 ] | [ 11 ] | [ 7 ] | [ 23 ] |

Ort Bobengrün
| Jahr      | 001799 | 001819 | 001861 | 001871 | 001885 | 001900 | 001925 | 001950 | 001961 | 001970 | 001987 | 002013 |
| Einwohner | 103    | *297   | 363    | 341    | 351    | 329    | 432    | 635    | 526    | 544    | 536    | *492   |
| Häuser    | 30     |        |        |        | 47     | 49     | 75     | 78     | 97     |        | 149    |        |
| Quelle    | [ 24 ] | [ 6 ]  | [ 12 ] | [ 14 ] | [ 17 ] | [ 19 ] | [ 21 ] | [ 22 ] | [ 7 ]  | [ 23 ] | [ 25 ] |        |

## Religion
Bobengrün ist seit der Reformation evangelisch-lutherisch geprägt und bis heute nach St. Walburga (Untersteben) gepfarrt (seit 1910 ist die Lutherkirche (Bad Steben) die Hauptkirche). Die evangelische St.-Paulus-Kirche wurde in den Jahren 1961/1962 gebaut und ist eine Filiale von Bad Steben.

## Kultur und Sehenswürdigkeiten

### Baudenkmäler
- Dorfstraße 22: Altes Rathaus[26]
- Kirchweg 1: St. Paulus, evangelisch-lutherische Kirche[26]

ehemalige Baudenkmäler
- Haus Nr. 6: Zweigeschossiges Kleinhaus, zwei zu drei Achsen, mit Satteldach; spätes 18. oder frühes 19. Jahrhundert, über älterem Kern; Erdgeschoss verputzt massiv, Obergeschoss Fachwerk mit Lehmausfachung, verschiefert.[27]
- Haus Nr. 8: Zweigeschossiges Kleinhaus, zwei zu drei Achsen, mit Satteldach; zweite Hälfte des 18. Jahrhunderts; Erdgeschoss verputzt massiv, Obergeschoss Fachwerk, auf der sudlichen Langseite sichtbar, Nord- und Ostseite verputzt, Westseite verschiefert; Fenster erneuert.[27]
- Haus Nr. 35: Eingeschossiges, verputzt massives Kleinhaus mit Satteldach (nur die vordere Hälfte erhalten); wohl noch 18. Jahrhundert; Giebeldreieck in der oberen Hälfte verbrettert.[27]
- Haus Nr. 39: Eingeschossiges, verputzt massives Kleinhaus, zwei zu drei Achsen, mit Halbwalmdach; wohl drittes Viertel des 18. Jahrhunderts; Giebeltrapez verschiefertes Ständerwerk.[27]

### Bobengrüner Planetenweg
Der Bobengrüner Planetenweg wurde im Jahr 2010 in Verbindung mit der 600-Jahr-Feier eingeweiht. Der rund drei Kilometer lange Wanderweg erstreckt sich vom Bobengrüner CVJM-Haus bis zum Wanderheim Gerlaser Forsthaus und erklärt an acht Stationen die Planeten unseres Sonnensystems.

### Regelmäßige Veranstaltungen

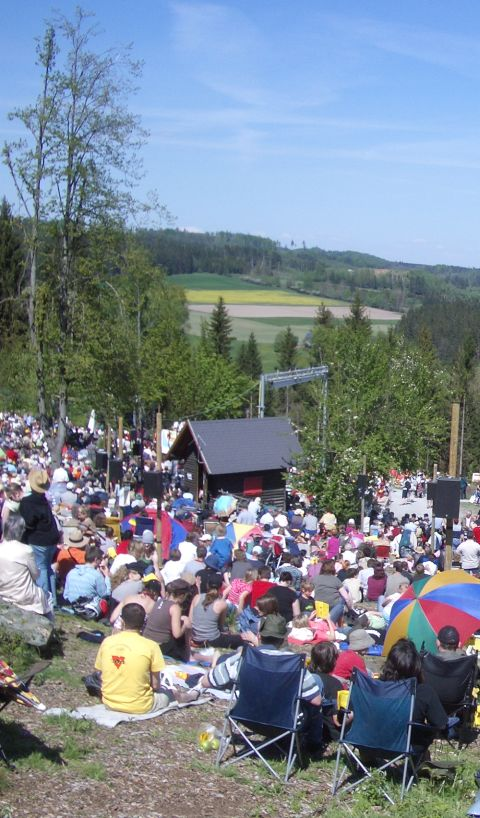
Pfingsttagung

Die größte Veranstaltung Bobengrüns ist die Pfingsttagung des CVJM im Froschbachtal. Jedes Jahr zieht es am Pfingstwochenende eine große Zahl Christen in das Frankenwalddorf, um hier zu campen, gemeinsam christliche Gemeinschaft zu erleben und sich im Verlaufe der Tagung des CVJM mitten im Wald zu versammeln, gemeinsam zu feiern, zu singen, zu beten und christliche Ansprachen zu hören. Die seit 1946 stattfindende Veranstaltung zählt jährlich rund 10.000 Besucher und hat als Open-Air-Veranstaltung den Charakter eines christlichen Festivals. Theologisch steht sie tendenziell dem Pietismus und der Erweckungsbewegung nahe.
Neben der großen Pfingstveranstaltung finden weitere kleinere Feste in Bobengrün statt. Jedes Jahr werden zahlreiche Vereinsfeste veranstaltet, z. B. das Feuerwehrfest und das Brunnenfest. Die Kirchweih wird traditionell am dritten Wochenende im Oktober gefeiert.